# Aeroporto regionale di Apalachicola
L'Aeroporto regionale di Apalachicola (IATA: AAF, ICAO: KAAF) (in inglese Apalachicola Regional Airport), è uno scalo aeroportuale statunitense situato a 3 km (2 mi) a ovest del piccolo centro abitato di Apalachicola, contea di Franklin, nello stato federato della Florida.
L'aeroporto, già indicato come "municipale" (Apalachicola Municipal Airport) è incluso nel Piano nazionale dei sistemi aeroportuali integrati (National Plan of Integrated Airport Systems) della Federal Aviation Administration (FAA) per il periodo 2017-2021, poi per il periodo 2021-2025, in cui è classificato come struttura di aviazione generale locale.
L'aeroporto supporta l'attività di aviazione generale nell'area e fornisce il servizio tramite un fixed-base operator (FBO) integrato.

## Storia
L'aeroporto attuale è stato originariamente costruito nel 1939 dall'United States Army Air Corps, l'allora componente aerea dell'esercito statunitense (United States Army). Ampliato nel febbraio 1942, il campo d'aviazione dell'esercito di Apalachicola (Apalachicola Army Airfield) divenne una sottobase di Tyndall Field, l'attuale base aerea di Tyndall (Tyndall Air Force Base). La missione di Apalachicola AAF era di supportare le operazioni del Training Command Flexible Gunnery School sotto la 2136th Army Air Forces Base Unit, e come sottobase e aeroporto ausiliario per Tyndall. Il campo di aviazione dell'esercito fu disattivato alla fine della seconda guerra mondiale il 30 settembre 1945 e consegnato al Corpo degli ingegneri dell'esercito (Army Corps of Engineers) il 2 febbraio 1947 come eccesso. Alla fine congedato alla War Assets Administration (WAA), fu ceduto all'amministrazione municipale di Apalachicola diventando un aeroporto civile.

### Incidenti
Il 15 marzo 1964, un pilota della pattuglia acrobatica della United States Navy (marina militare statunitense), i Blue Angels, rimase ucciso durante un tentativo di atterraggio di emergenza all'aeroporto municipale di Apalachicola quando il suo F-11A Tiger ebbe problemi al motore durante il transito da West Palm Beach, in Florida, verso la sede dei Blue Angels alla Naval Air Station Pensacola. LT George L. Neale, USN, 29 anni, che ha volato nella posizione di slot numero quattro della formazione diamante, stava tornando da una dimostrazione a West Palm Beach con un altro dei sei velivoli della squadra e un aereo di supporto R5D Skymaster quando ha trasmesso via radio Tyndall Air Force Base, vicino a Panama City, Florida, che stava dichiarando un'emergenza e chiedendo il permesso di atterrare alla Tyndall AFB quando ha subito problemi meccanici al motore a sud di Apalachicola. Notando la vicinanza all'aeroporto, decise di tentare lì un atterraggio, eiettandosi durante l'avvicinamento finale 1115 hrs. Mentre il caccia scendeva a circa 229 m (250 yd) dalla pista, sebbene avesse abbandonato la cellula a circa 150-200 ft (45-60 m) di altitudine, il suo paracadute non ha avuto tempo sufficiente per dispiegarsi ed è rimasto ucciso.

## Struttura
La struttura, priva di torre di controllo del traffico aereo e posta a 6 m s.l.m. (20 ft), copre un'area di 445 ha (1 100 acri) e comprende strutture di servizio e ricovero velivoli e tre piste, con orientamento 6/24, 14/32 e 18/36, ciascuna delle quali ha una superficie in calcestruzzo lunga 1 607 e larga 46 m (5 271 x 150 ft), le prime due dotate di sistema di illuminazione a bordo pista a media intensità (MIRL) e sistema luminoso di avvicinamento PAPI.